# Karlheinz Krakau
Karlheinz Krakau (* 28. Juni 1928; † 6. Februar 2018) wirkte von  Mai 1975 bis September 1989 als Bürgermeister der Stadt Rösrath (Rheinisch-Bergischer Kreis).

## Leben und Beruf
Krakau absolvierte eine Ausbildung zum Baustoffhandelskaufmann und trat 1952 in das Baustoffunternehmen Mobau Selbach im rechtsrheinischen Köln ein, wo er später Gesellschafter wurde und auch die Geschäftsführung übernahm.
Von 1988 bis 1990 war er Mitglied im Aufsichtsrat der Raiffeisenbank Rösrath, einem Vorgängerinstitut der VR Bank eG Bergisch Gladbach-Leverkusen.

## Politisches Wirken
Von 1956 bis 2004 war Krakau Ratsmitglied, danach wirkte er bis zu seinem Tod als sachkundiger Bürger mit. Von 1975 bis 1989 amtierte er als Rösrather Bürgermeister.
Für sein jahrzehntelanges Engagement für Vereine und Organisationen wurde ihm 1984 das Bundesverdienstkreuz am Bande verliehen.

## Auszeichnungen
- Bundesverdienstkreuz (1984)[3]
- Ehrenbürger der Stadt Rösrath, Verleihung am 7. März 1997[4]
- Ehrenmitglied der Großen Rösrather KG[1]